# Gleichamberg
Gleichamberg est une commune allemande indépendante de Thuringe située dans l'arrondissement de Hildburghausen. La commune été formée en 1993 par la réunion de sept anciennes communes.

## Géographie

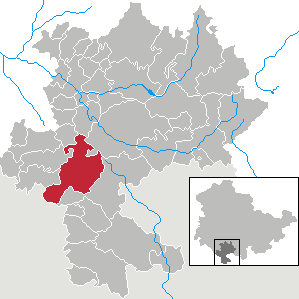
Situation de la commune (en rouge) dans l'arrondissement de Hildburghausen

Gleichamberg est située dans le sud-ouest de l'arrondissement, à la limite avec l'arrondissement de Rhön-Grabfeld en Bavière, au sud du Großer Gleichberg culminant à 679 m d'altitude. Le siège de la commune est situé dans le village de Gleichamberg, à 11 km au sud-ouest de Hildburghausen, le chef-lieu de l'arrondissement. 
La commune est formée des huit villages suivants : Gleichamberg, Buchendorf, Bedheim, Gleicherwiesen, Eicha, Simmershausen, Zeilfeld et Roth.
Communes limitrophes (en commençant par le nord et dans le sens des aiguilles d'une montre) : Reurieth, Hildburghausen, Straufhain, Trappstadt, Herbstadt, Milz, Römhild et Dingsleben.

## Histoire

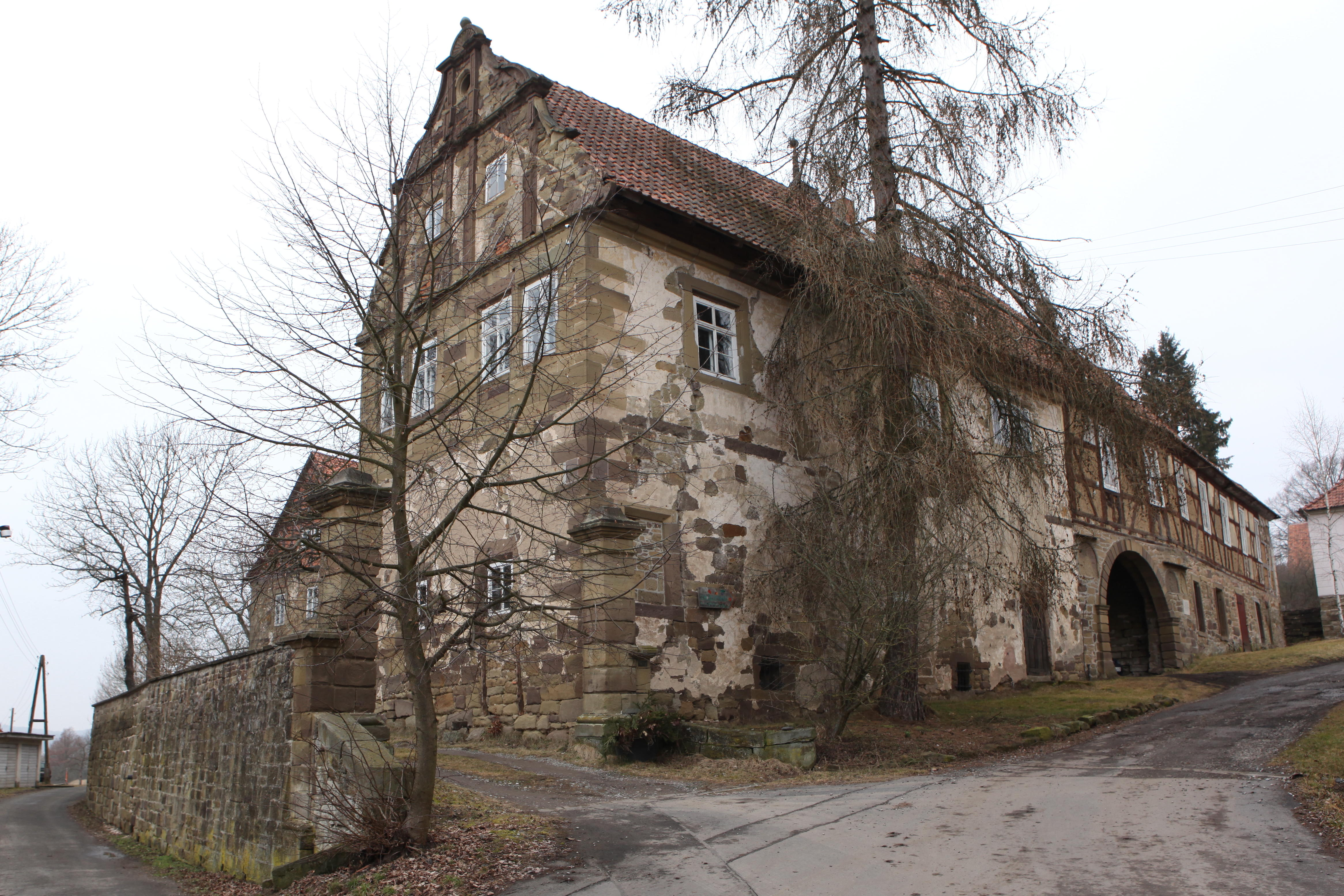
Le château de Bedheim

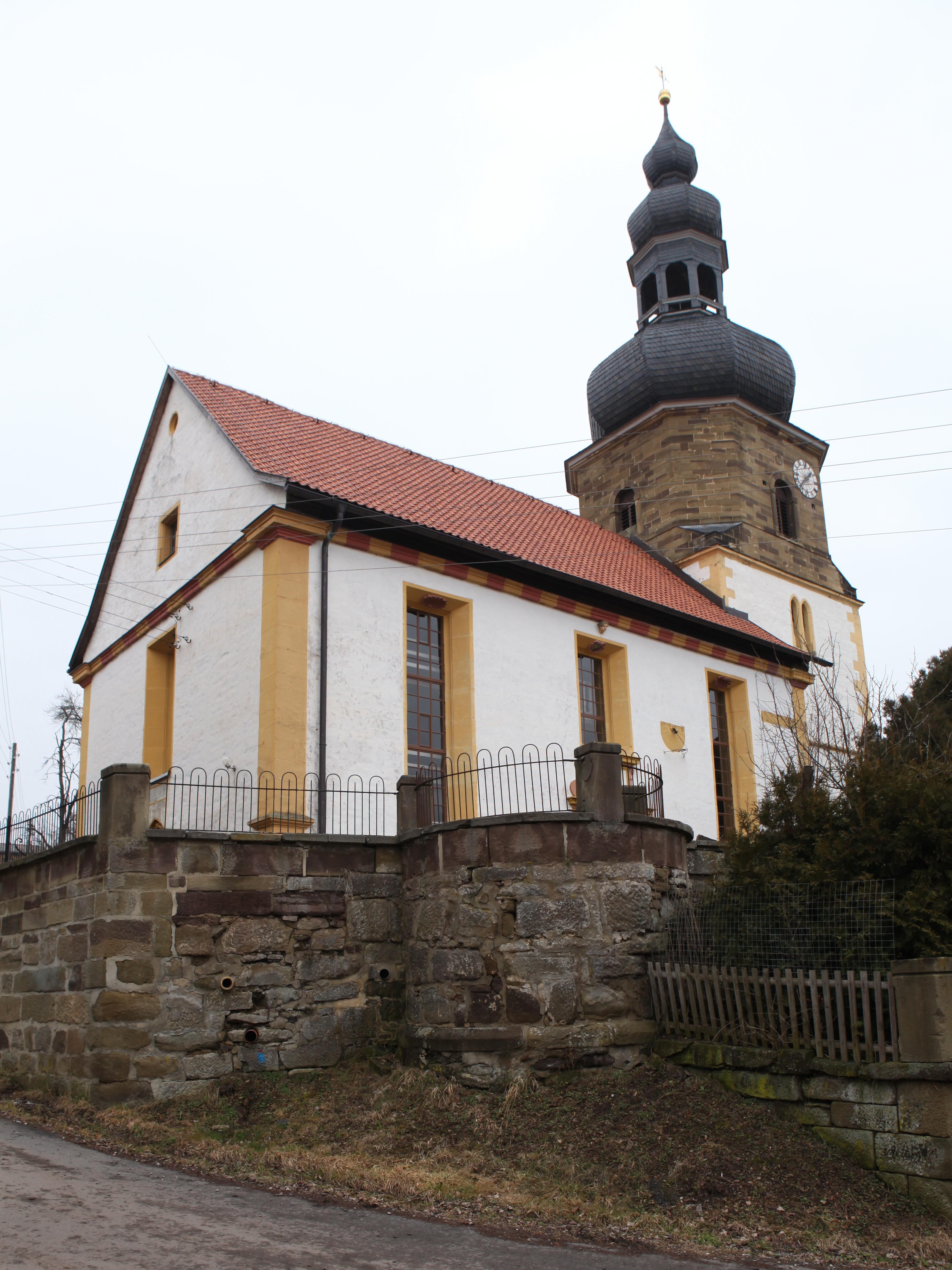
L'église St Kilian de Bedheim

Le premier village à être cité dans un document est celui de Simmershausen en 874 sous le nom de Sigimareshusun. La première mention du village de Gleichamberg date de 1100 sous le nom de Glychon qui s'est ensuite précisé en Glychen am Berg et Glychen an der Wysen. Bedheim apparaît en 1169, Eicha en 1185 (Eichs), Roth en 1198 (Roda), Zeilfeld en 1210 (Zilueld) et enfin Buchendorf en 1300.
Une église (1260 pour son chœur) et un château fort apparaissent à Bedheim dès le Moyen Âge et forment conjointement un ensemble fortifié. Le château est reconstruit au XVIe siècle après la Guerre des Paysans par la famille von Heßberg. Il devient ensuite au XVIIIe siècle l'une des résidences d'été du duc Joseph-Frédéric de Saxe-Hildburghausen. En 1779, il est acheté par Rühle von Lilienstein dont les descendants l'occupent jusqu'en 1946. Charlotte von Lilienstein fut l'un des premiers amours de Friedrich von Schiller.
Un orgue double est construit en 1711 dans l'église baroque de Bedheim, orgue qui fonctionne toujours. Le village de Gleichenwiesen obtinet au XVIIIe siècle le droit de marché et abrite par la suite une importante communauté juive (un tiers de sa population en 1914) qui sera détruite par les nazis.
Le château de Bedheim a été la résidence de Hugo Rühle von Lilienstein (1882-1946), célèbre paléontologue qui rassembla l'une des plus importantes collections de paléontologie privées d'Europe. Sa veuve obtint de continuer à vivre dans son château après 1945 et put passer à l'ouest en 1969 en échange du don de cette collection à l'État.
Les différents villages faisant partie des possessions du duché de Saxe-Meiningen, ils sont intégrés au cercle de Hildburghausen.
La commune est occupée en 1945 par les troupes américaines qui cèdent la place en juillet aux Russes. Les différentes communes intègrent alors la Zone d'occupation soviétique puis en 1949, la République démocratique allemande (RDA) dans l'arrondissement de Hildburghausen. 
Après la réunification de 1989, elles rejoignent en 1994 le land de Thuringe recréé et l'arrondissement de Hildburghausen mais, dès 1993, la nouvelle commune de Gleichamberg est formée par l'union des communes de Gleichamberg, Gleichenwiesen, Bedheim, Eicha, Simmershausen, Zeilfeld et Roth.

## Démographie

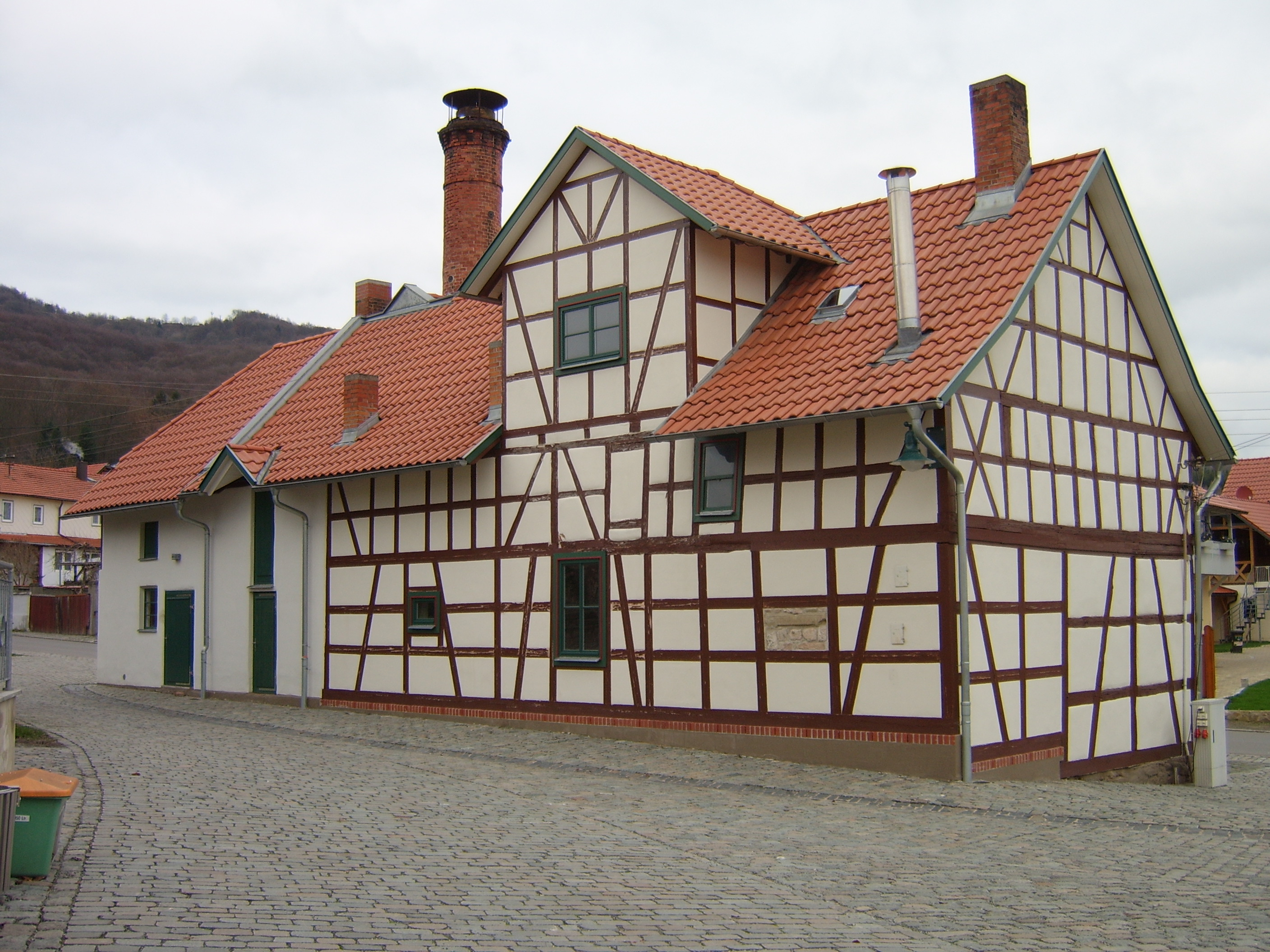
Brasserie de Gleichamberg

Commune de Gleichamberg dans ses dimensions actuelles :
| 1910  | 1933  | 1939  | 1995  | 2000  | 2005  | 2011  |
| ----- | ----- | ----- | ----- | ----- | ----- | ----- |
| 3 132 | 3 196 | 3 198 | 3 098 | 3 111 | 3 029 | 2 822 |

## Politique
Le bourgmestre de Glechamberg élu en 2009 est M. Günther Köhler sur une liste indépendante.
Aux élections municipales du 7 juin 2009, les résultats obtenus ont été les suivants :
| Parti           | Nombre de conseillers | Pourcentage de voix |
| --------------- | --------------------- | ------------------- |
| Freie Wahler    | 9                     | 63,8 %              |
| CDU             | 2                     | 16,7 %              |
| FDP             | 2                     | 10,9 %              |
| TSV08 Glbg.e.V. | 1                     | 8,6 %               |

## Jumelages
Knetzgau (Allemagne) depuis 1990 dans l'arrondissement de Hassberge, en Bavière.

## Communications

### Routes
Les villages de Bedheim, Simmershausen et Gleichenwiesen sont traversés par la route régionale L1333 Hildburghausen-Bad Königshofen im Grabfeld. La L1131 relie Eicha à Milz, la L1132 Zeilfeld à Hildburgausen et Römhild et la K505 Gleichamberg à Roth et Gleichenwiesen.